# Verdon (rivière)
Pour les articles homonymes, voir Verdon.
Le Verdon (Verdoun en occitan provençal de norme mistralienne) est une rivière française qui prend sa source au pied de la tête de la Sestrière, entre le col d'Allos et les Trois-Évêchés, et se jette dans la Durance, près de Vinon-sur-Verdon, après avoir parcouru 166,5 kilomètres.

## Hydronymie
Le nom du Verdon (Virdones, Viridionis vers 1030), appelé Vardu par les Gaulois, vient du terme préceltique vara, qui sert à désigner l’eau.

## Géographie
Dans son cours supérieur, le Verdon a l'allure d'un torrent et présente une pente importante : à Saint-André-les-Alpes, à 45 kilomètres de sa source, la rivière est déjà à 900 mètres d'altitude. En aval de ce point, progressivement grossi par ses affluents, le Verdon franchit plusieurs chaînons montagneux par des gorges imposantes, les gorges du Verdon, dont plusieurs ont été équipées de barrages hydroélectriques.

### Sources du Verdon
Le Verdon prend sa source dans les Alpes du Sud, dans la région Provence-Alpes-Côte d'Azur (département des Alpes-de-Haute-Provence).
Le Verdon naît de la confluence de trois torrents :
- le Verdon de la Foux, né sur la montagne des Trois-Évêchés ;
- le torrent de Bouchier, né sur le massif du Mont Pelat ;
- le Chadoulin, émissaire du lac d'Allos.

### Communes traversées
Dans les trois départements des Alpes-de-Haute-Provence; des Bouches-du-Rhône et du Var, le Verdon traverse trente-deux communes.

### Principales localités arrosées
Le Verdon s'écoule pour l'essentiel dans le département des Alpes-de-Haute-Provence ; cependant sur plusieurs tronçons de son parcours, il sert de frontière entre ce département et celui du Var ; les tout derniers kilomètres sont dans le Var. Le confluent avec la Durance est dans les Bouches-du-Rhône à proximité de Cadarache.
- Allos, Colmars, Saint-André-les-Alpes, Castellane, Les Salles-sur-Verdon, Aiguines et Sainte-Croix-du-Verdon à travers le lac de Sainte-Croix, Montmeyan, Quinson, Esparron-de-Verdon, Gréoux-les-Bains, Vinon-sur-Verdon (Var) et à proximité immédiate : Moustiers-Sainte-Marie.

### Toponymes
Le Verdon a donné son hydronyme aux communes suivantes de Les Salles-sur-Verdon, Sainte-Croix-du-Verdon, Esparron-de-Verdon, Vinon-sur-Verdon, Artignosc-sur-Verdon, Saint-Laurent-du-Verdon, La Palud-sur-Verdon, Saint-Julien-du-Verdon et Baudinard-sur-Verdon.

### Bassin versant
Son bassin versant est 2 218 km2 ou de 2 294 km2.

### Organisme gestionnaire
L'organisme gestionnaire est le parc naturel régional du Verdon, syndicat mixte et structure porteuse du SAGE du bassin versant du Verdon.

## Affluents

### Principaux affluents
(d'amont en aval)
- la Lance (rg[note 1]), 12,5 km sur la commune de Colmars sans affluent.
- l’Issole (rd), 28,7 km à Saint-André-les-Alpes
- le Jabron (rg), 31,2 km à la clue de Carejuan
- le Bau ou Baou (rd), à l'entrée du Grand canyon
- l’Artuby (rg), 53,8 km à la Mescla
- le Colostre (rd), 36,2 km peu avant Gréoux-les-Bains

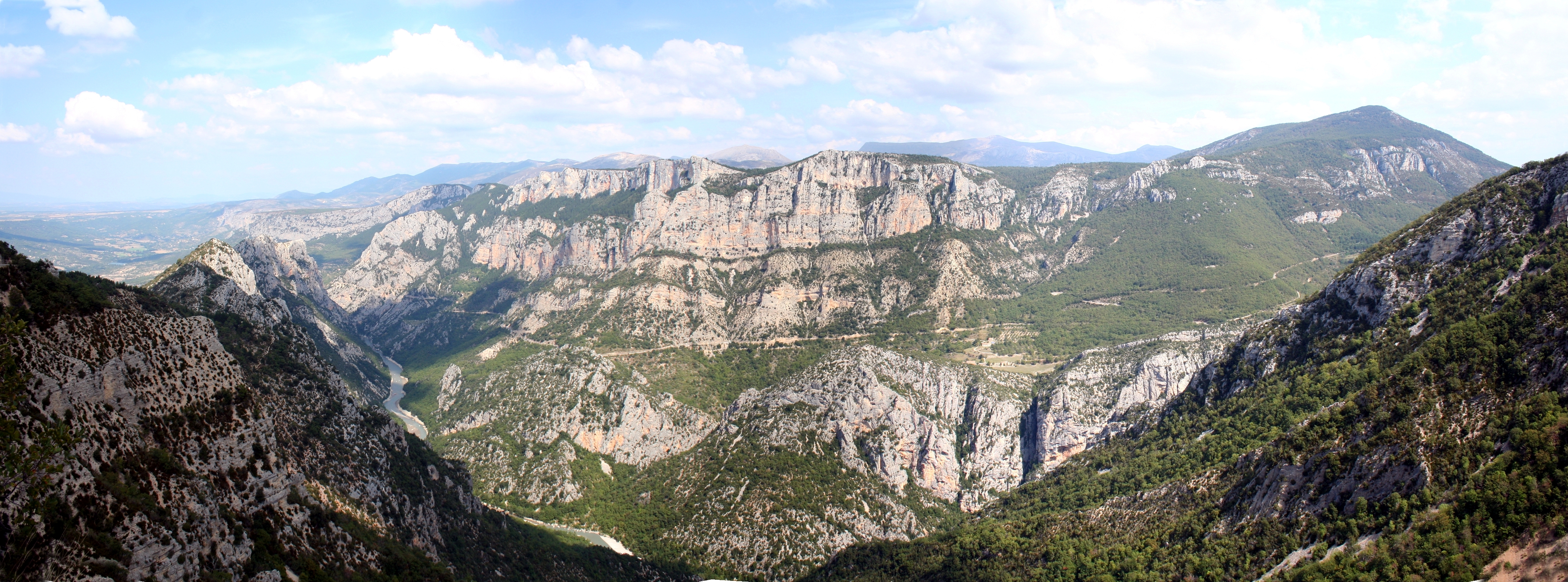
Gorges du Verdon.

## Hydrologie
Le Verdon est une rivière fort abondante, comme tous les cours d'eau issus des régions alpestres. Son régime hydrologique est dit nivo-pluvial.

### Le Verdon à Vinon-sur-Verdon
Son débit a été observé sur une période de 38 ans (1969-2006), à Vinon-sur-Verdon, au niveau de son confluent avec la Durance. Le bassin versant de la rivière y est de 2 218 km2, c'est-à-dire sa quasi-totalité de 2 294 km2.
Le module de la rivière à Vinon-sur-Verdon est de 26,8 m3/s. Pour les chiffres qui vont suivre, il est nécessaire de garder à l'esprit que le profil de la rivière a été modifié par la série de barrages-réservoirs construits sur son cours.
Le Verdon présente des fluctuations saisonnières typiques d'un régime hydrologique à dominante nivale ou régime nivo-pluvial. On y distingue en effet deux périodes de crue. La moins importante est celle des hautes eaux d'automne causées par les pluies de cette saison. Le débit mensuel moyen monte alors à 30,9 m3/s, en novembre. Cette période est suivie d'une légère baisse de débit jusqu'à 26,2 m3/s en décembre et 27,4 en février, une bonne partie des précipitations étant retenue dans la haute montagne sous forme de neige. Suit alors une deuxième montée du régime aboutissant à un second sommet — le plus important — en avril (38,9 m3) et surtout en mai (47,5 m3).
Il est dû à la fonte des neiges associée aux pluies de printemps. Dès lors, dès le mois de juin, s'amorce la décrue suivie des basses eaux d'été qui se déroulent de juillet à septembre inclus et mènent le débit moyen à son plancher du mois d'août avec une moyenne mensuelle de 10,2 m3/s. Au total, les oscillations saisonnières paraissent ainsi peu importantes, puisque les débits mensuels moyens se situent tous dans la fourchette comprise entre 10 et 48 m3, mais les fluctuations sont bien plus prononcées observées sur de plus courtes périodes, et aussi selon les années.

### Étiage ou basses eaux
À l'étiage, le VCN3 peut chuter jusque 0,060 m3/s, en cas de période quinquennale sèche, soit seulement 60 litres par seconde, ce qui est extrêmement bas.

### Crues
Les crues ne sont généralement guère importantes, et surtout sans commune mesure avec celles de la Durance ou du Var voisins. La rivière est désormais puissamment régularisée grâce à la série de barrages dont elle est dotée. Les crues millennales sont estimées à 1 200 m3/s au confluent de la Durance ; cependant, on a relevé une crue de 1 650 m3/s le 1er novembre 1843.
Ainsi, les QJX 2 et QJX 5 valent respectivement 110 et 160 m3/s. Le QJX 10, ou débit journalier calculé de crue décennale, est de 200 m3/s, le QJX 20 de 230 m3, tandis que le QJX 50 se monte à 280 m3/s. Ces débits de crue sont plus ou moins trois fois plus faibles que ceux de la Sèvre nantaise par exemple, alors que les deux bassins sont de dimension fort proche. Mais cela signifie cependant que, par exemple, tous les deux ans, on doit s'attendre à une crue de l'ordre de 110 mètres cubes, et que tous les cinq ans, une crue de 160 mètres cubes doit statistiquement se produire.
Le débit journalier maximal enregistré a été de 668 m3/s le 6 novembre 1994. En comparant cette valeur à l'échelle des QJX de la rivière, il apparaît que cette crue était plus de deux fois plus importante que la valeur calculée pour une crue cinquantennale, et donc fort improbable et certainement très exceptionnelle.

### Lame d'eau et débit spécifique
Au total, le Verdon est une rivière abondante, alimentée par les précipitations, elles aussi abondantes, qui prévalent dans la région, et surtout dans la partie supérieure de son bassin. La lame d'eau écoulée dans son bassin versant est de 466 millimètres annuellement, ce qui est élevé, largement supérieur à la moyenne d'ensemble de la France tous bassins confondus (plus ou moins 320 millimètres), et aussi à la totalité du bassin de la Durance (479 millimètres à Jouques-Cadarache). Le débit spécifique de la rivière (ou Qsp) atteint 14,7 litres par seconde et par kilomètre carré de bassin.
Le Verdon a un profil sans ruptures de pente importantes.
- En amont de la Foux d'Allos, la pente du Verdon est de 175 pour mille.
- Entre la Foux d'Allos et Thorame-Haute, elle n'est plus que de 28 pour mille.
- De Thorame-Haute jusqu'à Rougon, la pente est de 8,9 pour mille. Et 6,5 pour mille entre Castellane et Rougon.
- Entre Rougon et la sortie des gorges du Verdon (c'est-à-dire une moyenne sur toutes les gorges), au niveau d'avant le barrage de Sainte-Croix, la pente est de 7 pour mille (à comparer au 6,5 pour mille précédents), certes faible mais avec des portions plus pentues.
- Jusqu'à Quinson, elle n'est plus qu'à 4,1 pour mille.
- Le Verdon a une pente d'environ 3,4 pour mille de Quinson jusqu'au confluent.

Profil en long du Verdon.

## Écologie de la rivière
Malgré la segmentation du cours d'eau par les barrages, le Verdon abrite de nombreuses espèces piscicoles et invertébrées. Les densités de truites y sont très raisonnables, et font du Verdon l'une des destinations favorites des pêcheurs varois. Par ailleurs, une population d'Apron du Rhône (Zinger Asper, espèce protégée, liste rouge de l'UICN) dans les gorges du Grand Canyon fait l'objet, depuis 2012, d'un Arrêté de Protection de Biotope qui couvre 17 km de cours d'eau. Une population de chabots, également protégés, a été découverte sur la commune de Gréoux-les-Bains.
L'équilibre écologique de la rivière est toutefois fortement affecté par les ouvrages hydroélectriques du Verdon lui-même, mais aussi de la Durance. Ceux-ci empêchent la montaison d'espèces migratrices comme l'anguille, et fragmentent les populations des autres espèces. En outre, la maitrise du débit limite le transport solide et le remodelage du lit des crues de petite et moyenne amplitude. L'augmentation en 2012 des débits réservés à l'aval des retenues de Chaudanne et de Gréoux ont toutefois permis d'améliorer le dynamisme des écosystèmes aquatiques du Verdon.
L'écrevisse à pieds blancs, autrefois présente sur l'ensemble des cours d'eau du bassin versant, a vu son aire de répartition fortement réduite à la suite de l'introduction d'espèces exotiques, plus concurrentielles, et parfois porteuses saines de l'Aphanomycose (ou peste de l'écrevisse). Elle est néanmoins encore présente sur certains affluents.
D'un point de vue végétal, la ripisylve du Verdon présente des faciès très variés, entre influences alpines et méditerranéennes.
La couleur verte prononcée du Verdon est due au fluor et aux micro-algues qu'il contient. Toutefois, dans les lacs de barrage (lacs de Sainte-Croix ou retenue de Quinson, notamment), ses eaux présentent une couleur turquoise due aux fonds argileux. [réf. souhaitée]

## Histoire
Le Verdon, dont le cours est surtout marqué par l'existence d'étroites et profondes gorges, a généralement joué un rôle de frontière plutôt que de voie de communication au cours de l’Histoire, à l'instar de la Durance dont il est un affluent. À ce titre, aujourd'hui encore, la rivière marque la limite entre les départements des Alpes-de-Haute-Provence et du Var. Enfin, il est notable qu'une partie du Grand canyon du Verdon n'ait été explorée qu'au XXe siècle seulement.

### Préhistoire
Néanmoins, comme nombre de rivières, le Verdon a attiré l’Homme dès la préhistoire : si des traces d'occupation humaine existent dès le paléolithique sur le bas Verdon, c'est surtout le néolithique qui a livré en importantes quantités un matériel aujourd'hui principalement conservé au Musée de la préhistoire des gorges du Verdon, à Quinson.
Durant la protohistoire, le haut Verdon fait partie de l'aire alpine, tandis que le moyen et le bas Verdon font partie de l'espace méditerranéen provençal.

### Antiquité
Quelques noms de peuples de cette période sont connus : les Gallitae ou Gallites (littéralement « petits Gaulois ») à Allos (aux sources du Verdon), sont vraisemblablement des Gaulois de Gaule cisalpine – des Ombriens – ; les Suètres peuplent la vallée du Verdon dans les Alpes-de-Haute-Provence ; les Reii, qui ont donné leur nom à Riez, leur capitale, sont quant à eux l'ethnie la plus importante au nord du bas Verdon.
C'est surtout sur le cours du Colostre, affluent du Verdon, et à partir de ce dernier oppidum que semble alors s'être développée une importante occupation humaine : non loin de Saint-Martin-de-Brômes, l'oppidum de Buffe-Arnaud domine le confluent stratégique du Colostre et du Verdon. Ce dernier site a été fouillé à l'occasion de la rectification de la route départementale 952 en 1992 et a notamment livré un fragment de bracelet laténien de style plastique.

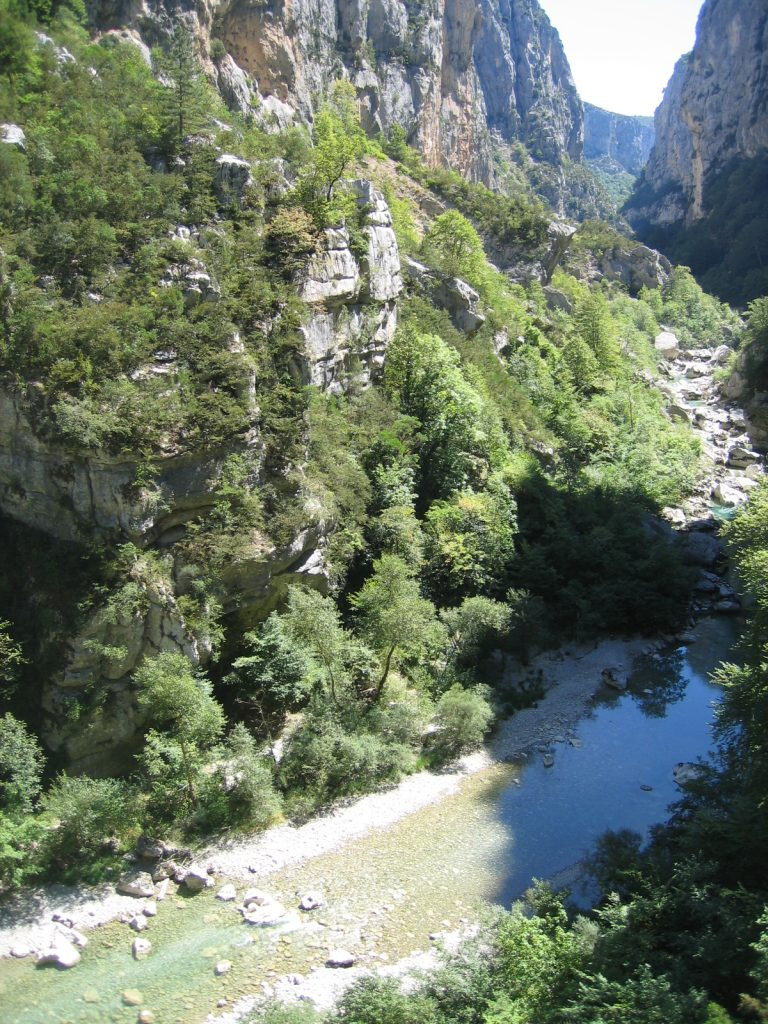
Les gorges du Verdon.

Riez demeure une ville importante à l'époque romaine et paléochrétienne : les ruines d'un temple romain et d'un baptistère octogonal témoignent de la splendeur passée de cette cité qui est alors reliée à Aix-en-Provence par la via sextiana.

### Moyen Âge
Au Moyen Âge, les familles nobles provençales de Simiane, Pontevès et Sabran se partagent la propriété des villages du Verdon avec les évêques de Riez.

## Économie touristique

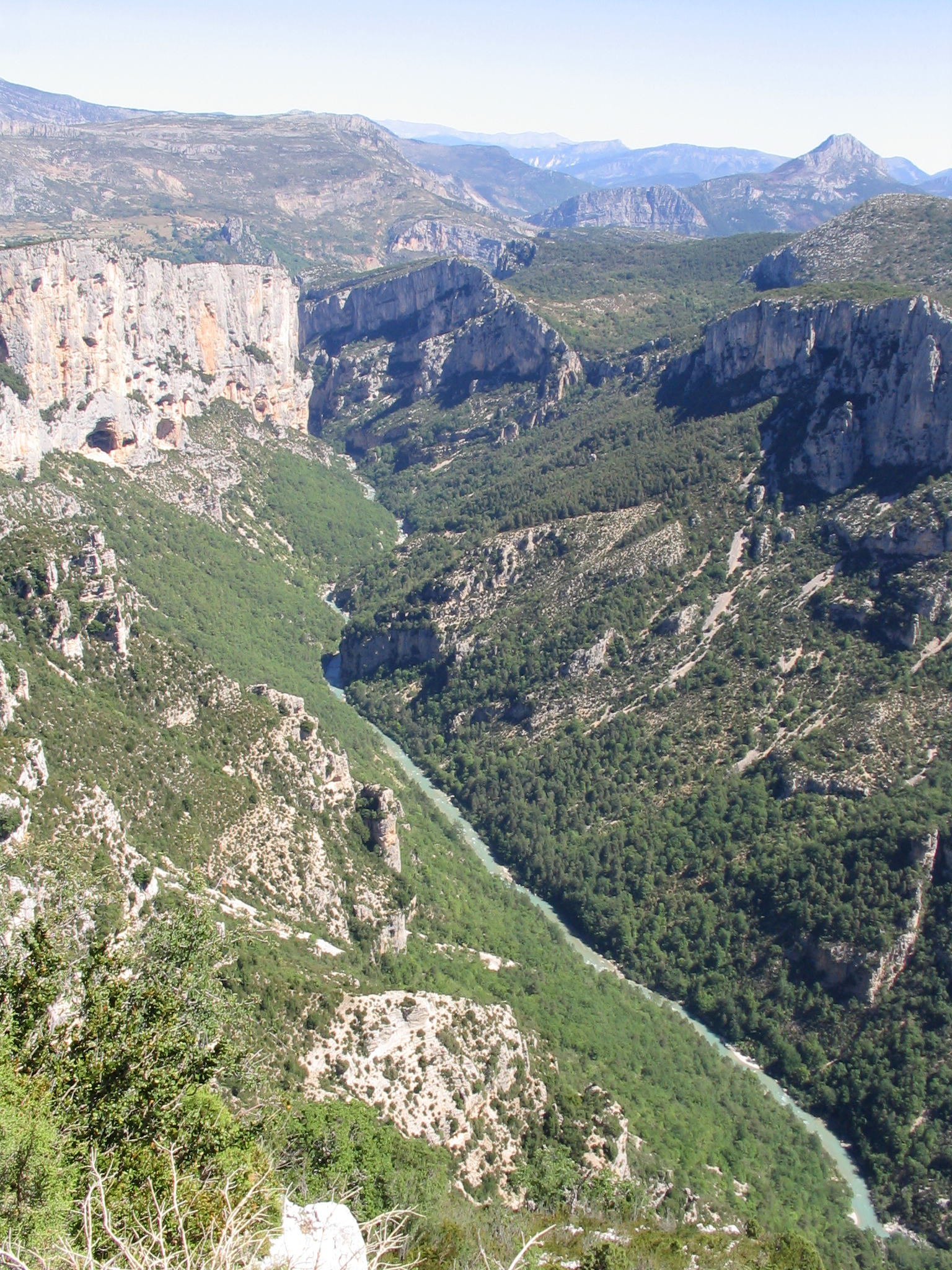
Grand Canyon du Verdon.

Le territoire du Verdon a vu son économie fortement modifiée dans la seconde partie du XXe siècle. La construction et la mise en eau, entre la seconde guerre mondiale et 1975 des 5 barrages hydroélectriques qui forment deux ensembles à l'amont et à l'aval des gorges, couplées avec l'avènement du tourisme de masse, ont provoqué un basculement brutal d'une économie rurale fondée sur l'agriculture (élevage/trufficulture) et l'artisanat vers une économie tournée vers le tourisme. La Maison-Musée du Haut-Verdon, à Colmars, présente aux touristes la vie et les objets du haut Verdon, de la période du XVIIe siècle au XIXe siècle.
Principales activités touristiques :
- Haut-Verdon/Val d'Allos : forte affluence hivernale (sports d'hiver), randonneurs en été
- Moyen-Verdon : Activités de pleine Nature : Randonnée, Rafting, Kayak, Randonnée Aquatique, Hydrospeed sur le Verdon ; Canyonning dans les affluents (Bau), Randonnée, Camping-car, moto.
- Lac de Sainte Croix : Baignade, voile, pédalo
- Bas-Verdon : Pêche, station thermale

### Les gorges du Verdon
Les gorges du Verdon sont un haut-lieu touristique provençal. Son parcours le plus intéressant, le « Grand canyon », se trouve entre Castellane et le lac de Sainte-Croix.

## Aménagement hydroélectrique
Le Verdon est aujourd'hui qualifié de « château d'eau » des départements des Bouches-du-Rhône et du Var par Électricité de France : en effet, cinq barrages ont été construits sur son cours pour alimenter en eau la basse Provence pour l'irrigation et la production d'eau potable.

### Haut Verdon

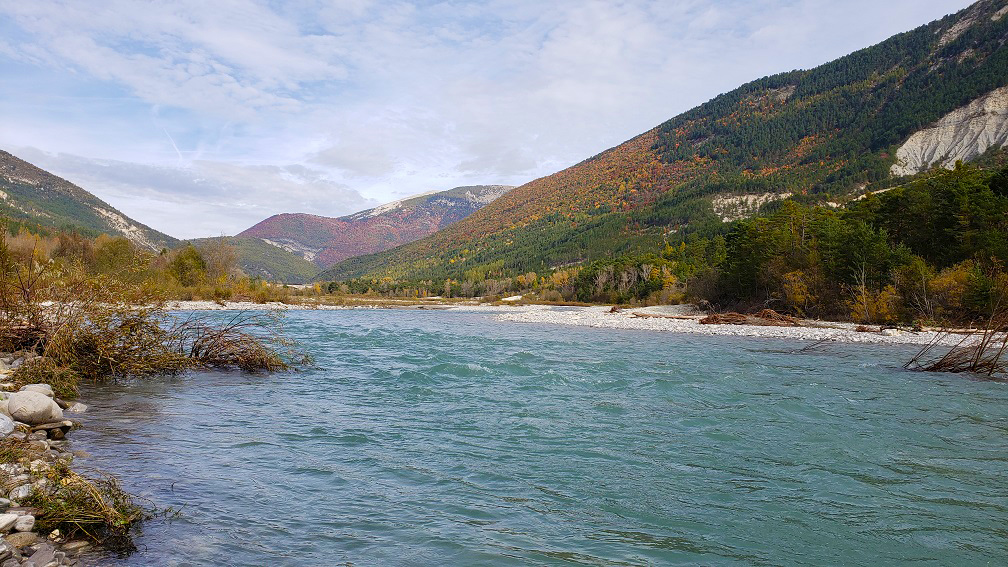
Le Verdon en amont de Saint-André-les-Alpes.

Le haut Verdon correspond à l'actuel canton de Colmars-Allos (et communauté de communes du Haut-Verdon Val d'Allos) ; le Verdon prend sa source sur la commune d'Allos, et, jusqu'à Thorame-Haute, limite du haut Verdon, en traversant Villars-Colmars, Colmars, Beauvezer, les aménagements hydrauliques sont restés modestes, au regard de ceux mis en place en aval. On trouvait principalement quelques scieries qui servaient aussi à produire de l'électricité à certaines époques ou encore à entraîner un moulin à grain. Ces installations ont totalement disparu avec l'apparition de l'entreprise de service public nationalisée EDF.

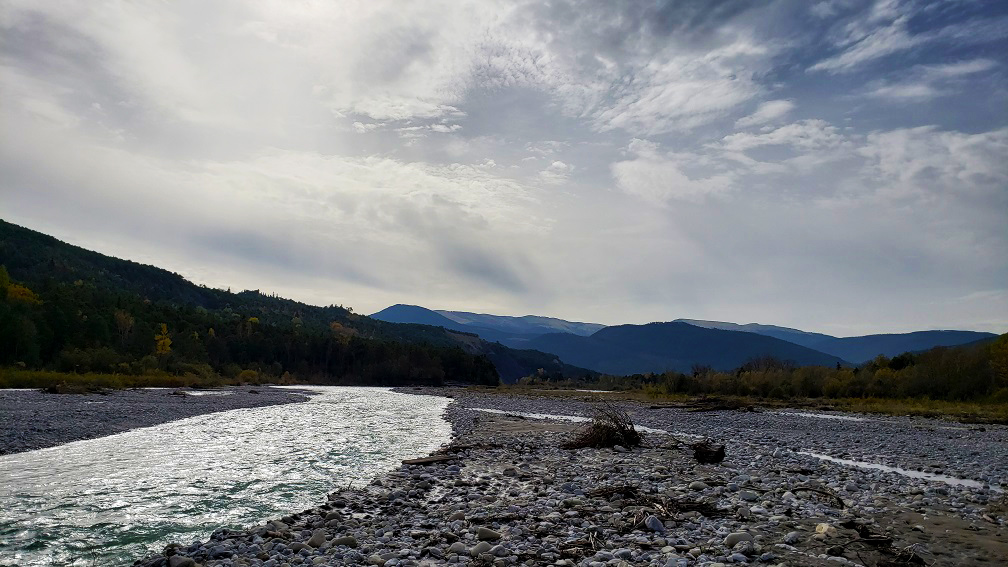
Le Verdon en amont de Saint-André-les-Alpes.

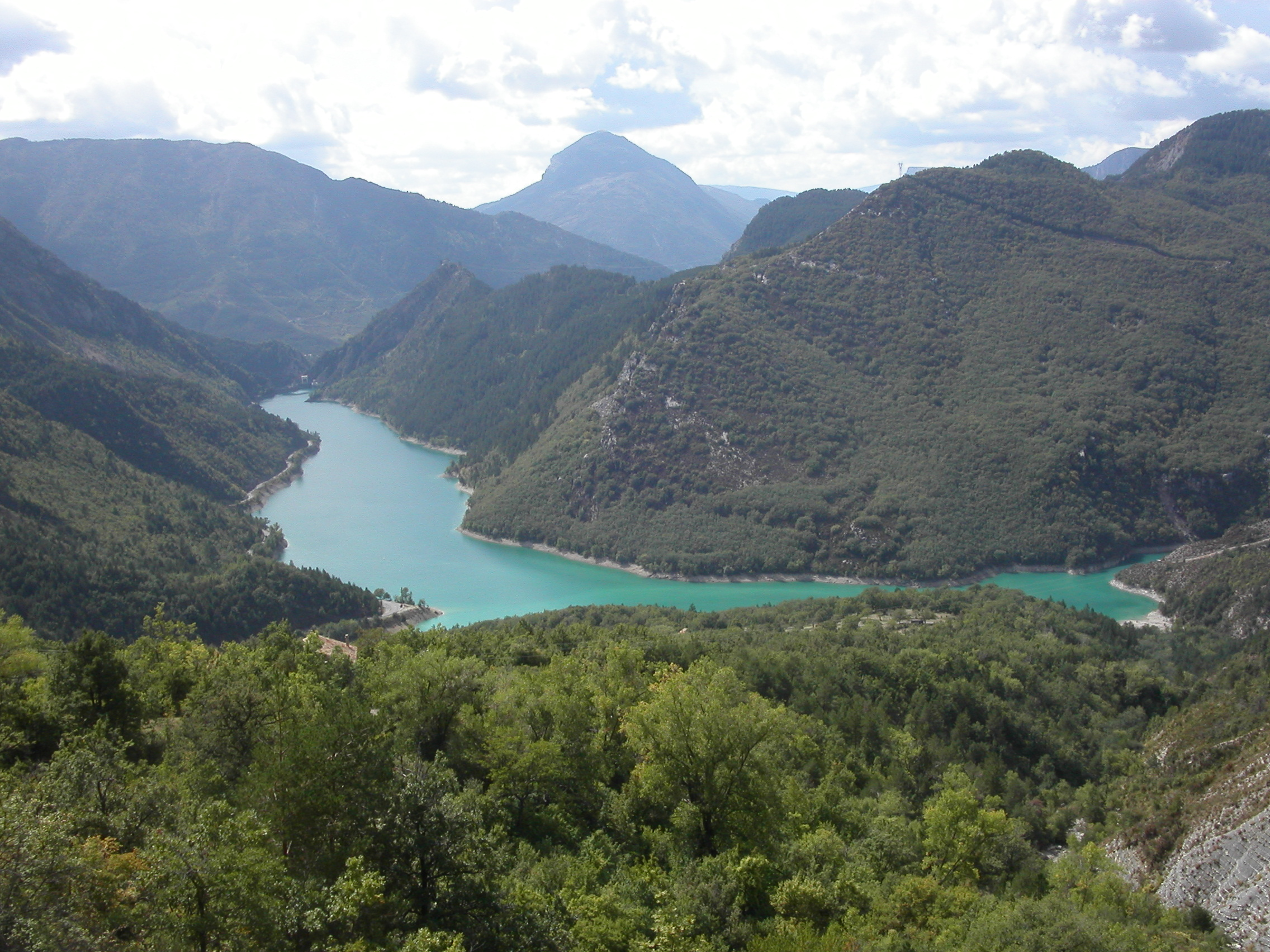
Lac de Chaudanne.

### Moyen Verdon
Le moyen Verdon commence dans les communes d'Allons et de La Mure-Argens (canton de Saint-André-les-Alpes) et correspond à la communauté de communes du Moyen Verdon.
L'aménagement du moyen Verdon est le premier à avoir lieu : il est fait progressivement.
Entre 1928 et 1932, la Société hydroélectrique du Verdon (SHV) est responsable des chantiers de Castillon et de Chaudanne et bénéficie pour cette tâche des réparations dues par l'Allemagne au lendemain de la Grande Guerre. À la suite de la faillite de la société en 1932, les travaux sont interrompus jusqu'en 1938, date à laquelle ils reprennent, d'abord temporairement sous la houlette de l'Énergie électrique du littoral méditerranéen (EELM), puis définitivement à partir de 1942.
Finalement, le barrage de Castillon, le plus en amont, est mis en eau au printemps 1949 : il donne naissance à une retenue de 5 kilomètres carrés et de 150 millions de mètres cubes, dont 85 sont réservés à l'agriculture.
En aval, le barrage de Chaudanne, moins important, est mis en eau durant l’hiver 1952 par Électricité de France (EDF) : situé dans un verrou du massif de la Victoire, il sert surtout à réguler le flux d'eau.

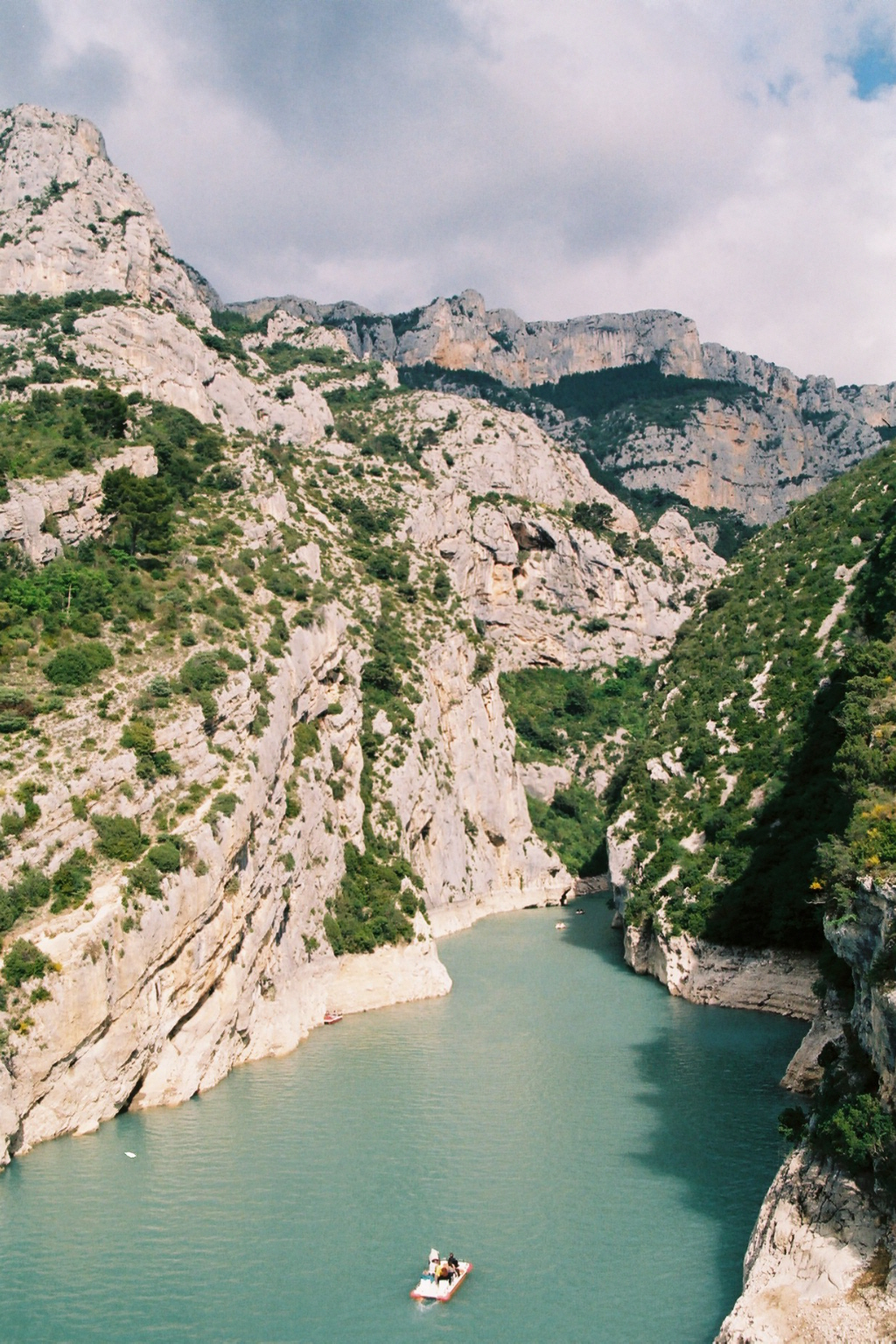
Le lac de Sainte-Croix sur le Verdon.

### Bas Verdon
Sur le bas Verdon, la phase d'études démarre dès 1926. L'aménagement de la rivière y est indissociable de celui de la Durance dans laquelle le Verdon achève sa course.
En 1957, la Société du Canal de Provence (S.C.P.) est créée : à partir de 1963, une centrale est construite par E.D.F. à Vinon-sur-Verdon et un barrage est édifié en amont de la commune de Gréoux-les-Bains. Le barrage de Gréoux est utile à la production hydroélectrique, mais aussi à l'alimentation en eau du canal de Provence.
Il donne naissance à la retenue de Gréoux communément appelée « lac d'Esparron », qui sera mise en eau dès 1967.
Enfin, construction à partir de 1970 du barrage de Sainte-Croix, dans la gorge de Baudinard : la retenue du même nom (le « lac de Sainte-Croix ») est mise en eau en 1975 et couvre une surface de 22 kilomètres carrés pour stocker 760 millions de mètres cubes d'eau, dont 140 sont réservés à l'agriculture.
Sainte-Croix forme le deuxième plus grand lac artificiel de France (après celui de Serre-Ponçon). Sous ses eaux se trouvent la source de Fontaine-l'Évêque (première source de France), nombre de sites archéologiques (les résultats des fouilles d'urgence entreprises avant la mise en eau sont visibles au Musée de la préhistoire des gorges du Verdon, à Quinson) et le village des Salles-sur-Verdon, reconstruit plus haut. Vingt-cinq kilomètres supplémentaires de route et deux ponts ont dû être réalisés pour assurer la circulation de part et d'autre de la retenue.
En 1975 également, un dernier barrage est achevé à Quinson : il remplace un précédent ouvrage de 15 mètres de haut qui avait été achevé en 1869 pour irriguer la plaine d'Aix-en-Provence par l'ancien canal du Verdon et donne naissance à la retenue de Quinson, parfois nommée « lac de Montpezat ». Le rôle principal de cette dernière est celui de bassin de compensation du barrage de Sainte-Croix.

## Le Verdon: eau de Marseille, Aix et Toulon
Le canal de Provence réunit l'ensemble d'ouvrages hydrauliques qui participe à la desserte, principalement en eau brute captée dans le Verdon, de 110 communes des Bouches-du-Rhône et du Var dont Aix-en-Provence, Marseille, Toulon, soit une population totale de plus de 2 000 000 habitants. Il permet d'irriguer 70 000 hectares de terres agricoles et alimente plus de 8 000 sites industriels de la région. D'une longueur de 270 km dont 140 en souterrain, le canal conçu et réalisé progressivement à partir des années 1960 a évité les effets de la sécheresse dans les départements desservis contribuant ainsi à leur développement économique.

### Ouvrages
- Gorges, lacs et plateaux du Verdon (à pied), Éd. Fédération française de la randonnée pédestre; 2007, coll. TopoGuides  (ISBN 275140216X)
- 30 Balades en Famille le long du Verdon, Catherine Suchet, Éd. Glénat, 2004
- De la conquête de la rivière au grand voyage des eaux, Ethnologie et histoire du Verdon, Pauline Mayer
- Jean-Paul Clébert et Jean-Pierre Rouyer, La Durance, Toulouse, Privat, dans la collection Rivières et vallées de France, 1991 (ISBN 2-7089-9503-0)